# Faulkton
Faulkton és una població dels Estats Units a l'estat de Dakota del Sud. Segons el cens del 2000 tenia 785 habitants.

## Demografia
Segons el cens del 2000, Faulkton tenia 785 habitants, 369 habitatges, i 208 famílies. La densitat de població era de 288,7 habitants per km².
Dels 369 habitatges en un 21,1% hi vivien nens de menys de 18 anys, en un 48% hi vivien parelles casades, en un 5,4% dones solteres, i en un 43,6% no eren unitats familiars. En el 42,5% dels habitatges hi vivien persones soles el 26% de les quals corresponia a persones de 65 anys o més que vivien soles. El nombre mitjà de persones vivint en cada habitatge era de 2 i el nombre mitjà de persones que vivien en cada família era de 2,72.
Per edats la població es repartia de la següent manera: un 18,9% tenia menys de 18 anys, un 4,2% entre 18 i 24, un 19,1% entre 25 i 44, un 22,3% de 45 a 60 i un 35,5% 65 anys o més.
L'edat mediana era de 51 anys. Per cada 100 dones de 18 o més anys hi havia 80,5 homes.
La renda mediana per habitatge era de 29.853 $ i la renda mediana per família de 37.750 $. Els homes tenien una renda mediana de 27.344 $ mentre que les dones 16.538 $. La renda per capita de la població era de 19.504 $. Entorn del 2,4% de les famílies i el 5,6% de la població estaven per davall del llindar de pobresa.

## Poblacions més properes
El següent diagrama mostra les poblacions més properes.